# ماسان
ماسان، فيلم دراما هندي من بوليوود. خَرج في فرنسا في 24 يونيو وفي الهند يوم 24 يوليوز 2015 وفي الكويت يوم 23 يوليوز 2015.

يحكي الفيلم قصصَ شخصياتٍ تعيش في مدينةٍ على ضِفاف نهر الغانج المقدس، ومعاناتها من سطوة التقاليد والمجتمع والسلطة.

مُدة الفيلم ساعة وتسعة وأربعون دقيقة، وأخرجَهُ نيراج كيفن، ولعب فيه أدوار البطولة الممثلون ريشا شادا وسانجي ميشرا وفيكي كوشل.

## القصة
على ضِفافِ الغانج في مدينة بيناريس شمال الهند، لا يمكن الإفلات من التقاليد ومن طبقية المجتمع على تعارُضِها وحريات الأفراد وأهدافهم في الحياة.

يحكي الفيلم قصةَ الفتاة الطالبة ديفي التي ظبطتها الشُّرطة وقد خلا بها عشيقُها في شقة فيحاول هذا الأخير الانتحار. فيبتزُّ ظابطُ شرطة فاسِد أباها خصوصاً لما مات العشيق.

و يحكي أيضاً قصَّة ديباك، الطالب المُجتهِد الفقير الذي يقع في حُبِّ فتاةٍ ميسورةِ الحالِ مقارنةً به.

## روابط خارجية
- ماسان على موقع IMDb (الإنجليزية)
- ماسان على موقع روتن توميتوز (الإنجليزية)
- ماسان على موقع نتفليكس (الإنجليزية)
- ماسان على موقع قاعدة بيانات الأفلام العربية
- ماسان على موقع ألو سيني (الفرنسية)
- ماسان على موقع أول موفي (الإنجليزية)
- ماسان على موقع فيلمافينيتي (الإسبانية)
- ماسان على موقع قاعدة بيانات الفيلم (الإنجليزية)
- ماسان على موقع ليتربوكسد (الإنجليزية)
- ماسان على موقع كينوبويسك (الروسية)